# عين زربة

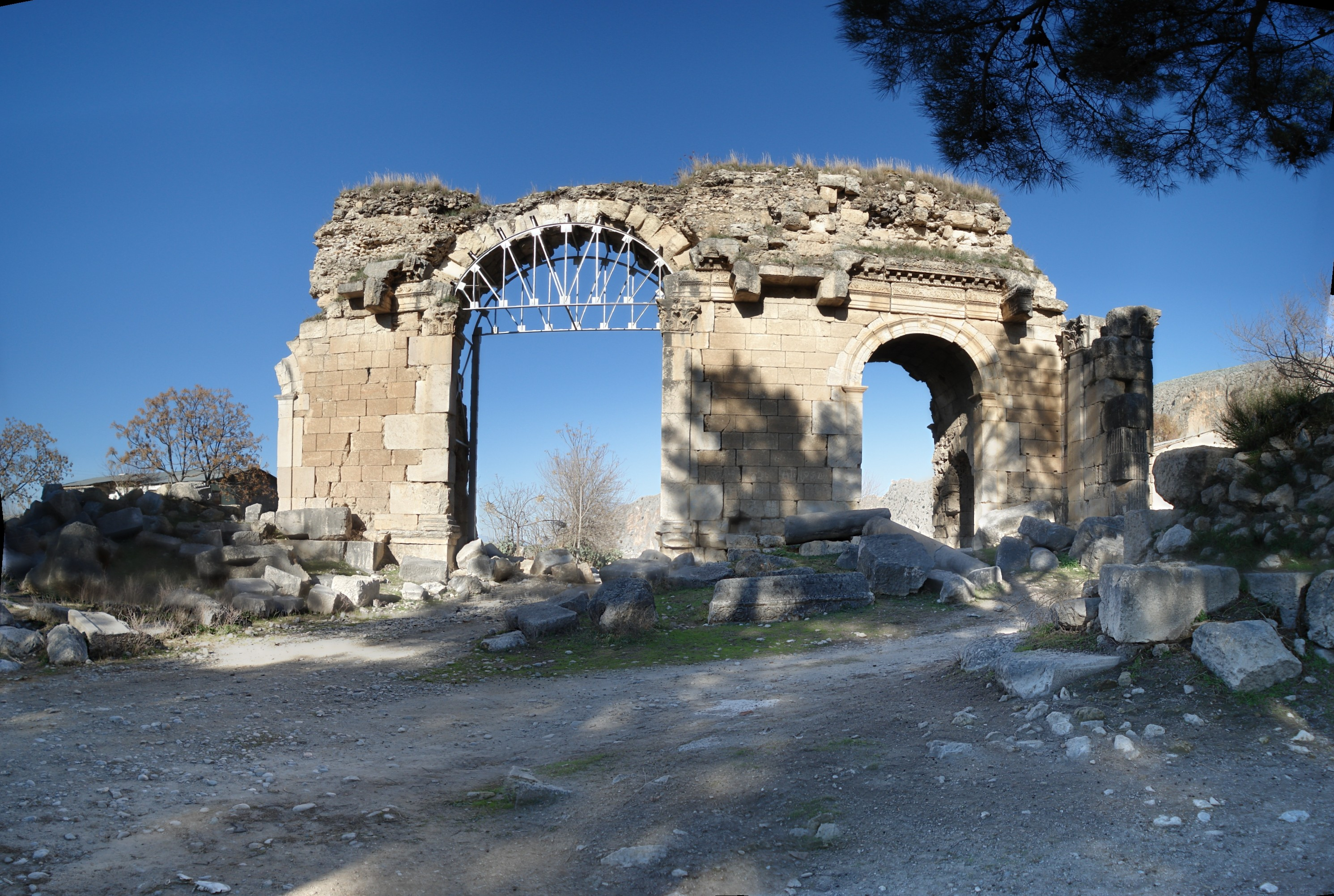
البوابة الجنوبية للمدينة

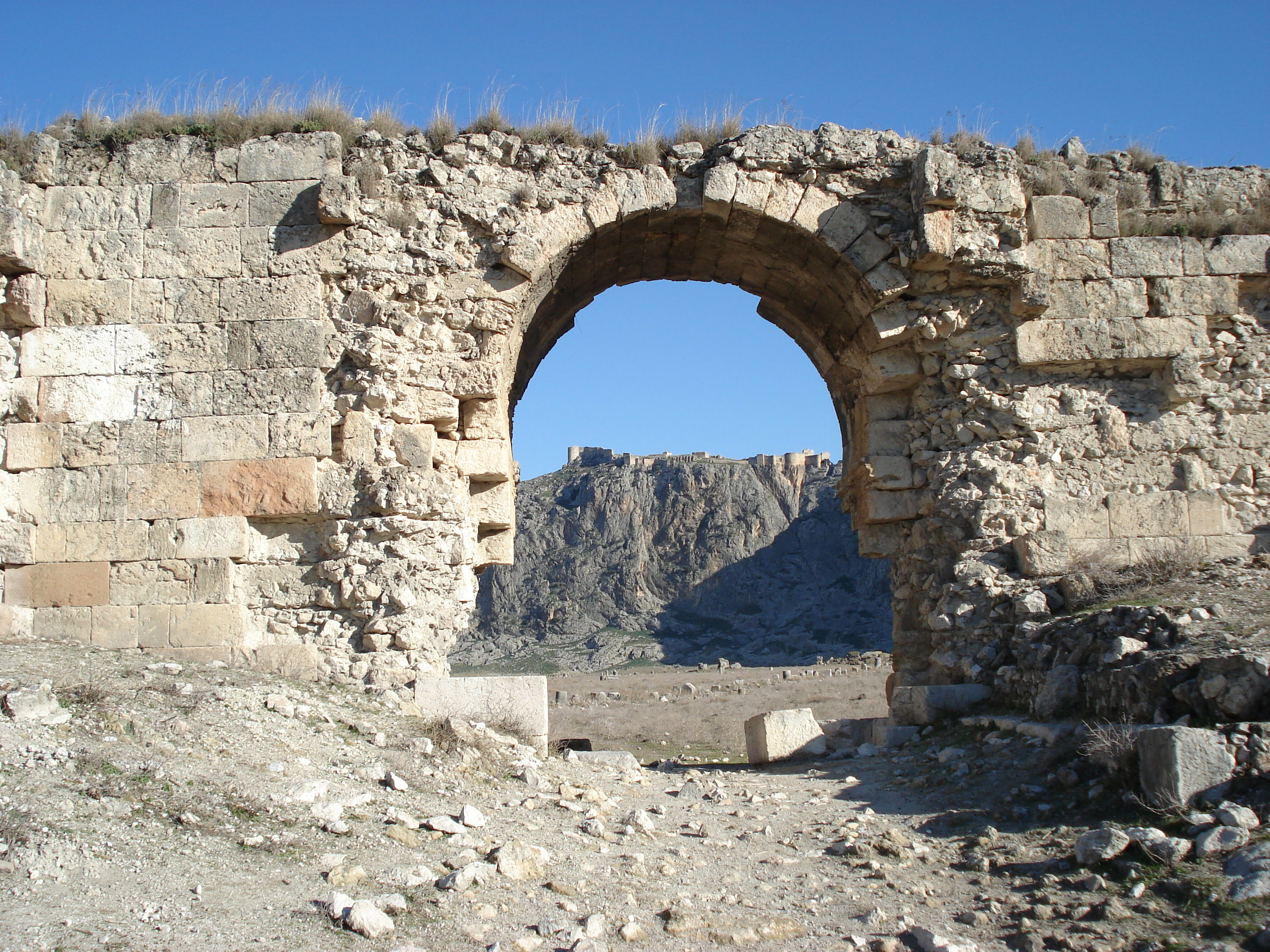
البوابة الغربية وتظهر القلعة

عين زربا ((باليونانية: Ἀνάζαρβος) أنازاربوس)، هي مدينة قديمة في قيليقية في تركيا، اشتهرت كعاصمة لمملكة أرمينيا الصغرى، وبكونها أبرشية كاثوليكية.

## الموقع
تقع في سهل الألي حوالي 10 أمتار المسار الرئيسي لنهر بيراموس (نهر جيحان) وقرب رافده سيمباس سو. وهي حافة معزولة عالية شكلت قلعة خاصة بها. ومع أن بعض الأبنية في الآثار تعود لعهد ما قبل الرومان بالتأكيد، فإن تعريف سويداس لها مع كييندا، المشهورة كمدينة ذات كنوز في حروب يومينس، لا يمكن أن يقبل أمام وصف سترابون لموقع كييندا في غرب كيليكيا.

## التاريخ
في أيام الإمبراطورية الرومانية الأولى، كان المكان معروفا باسم قيصرية وكانت عاصمة قيليقيا المنخفضة Cilicia Secunda. وأعاد بناءها الإمبراطور جستن الأول بعد زلزال ضربها أصبح اسمها جوستينوبوليس (525 م)؛ لكن الاسم المحلي القديم استمر، وعندما جعلها ثوروس الأول ملك أرمينيا الصغرى عاصمته في أوائل القرن الثاني عشر، كانت معروفة باسم أنازارفا. وقوتها وموقعها الطبيعي، ليس ببعيد من مدخل ممر سيس وقرب الطريق العظيم الذي خرج من البوابات القيليقية، جعل عين زربة تلعب دورا كبيرا في الصراع بين الإمبراطورية البيزنطية والفاتحين المسلمين الأوائل. وقد أعيد بناءها من قبل هارون الرشيد في 796 م، وحصنت ثانية بشكل جيد على نفقة سيف الدولة الحمداني (القرن العاشر) ثم نهبها وخربها الصليبيون.
الحائط الحالي للمدينة الأوطأ يرجع لعصر متأخر، ومن المحتمل أنه أرمني. وهو يرفق كتلة الأطلال التي يظهر فيها قوس نصر جيد الصنع، صفوف من شارعين، مبنى رياضي، وملعب ومسرح يقع خارجا إلى الجنوب. وبقايا تحصينات القلعة مهمة جدا، بما فيها الطرق والخنادق المحفورة في الصخور؛ لكن ما بعد أطلال كنيستين وبرج بنيت من قبل ثوروس الأول لا توجد أبتية بارزة في البلدة العليا. وبشكل تصويري، فالموقع لا يضاهيه موقع آخر في قيليقية.
من أهم أعلام المدينة الطبيب والعالم ديسقوريدوس.

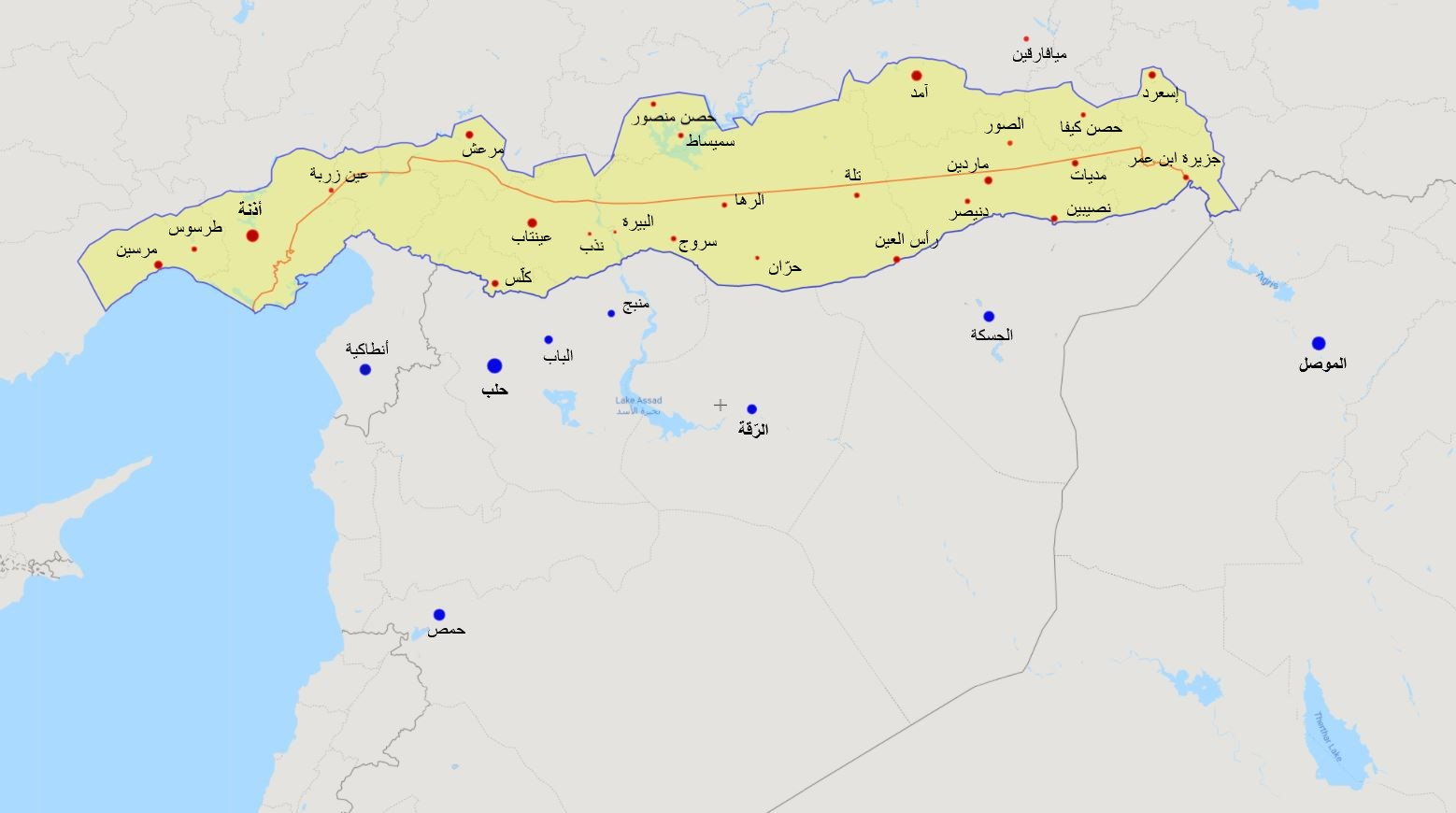
موقع عين زربة في غرب الأقاليم السورية الشمالية في المنطقة المظللة بالأصفر

## أعلام
- ديسقوريدوس